# 마르스
마르스(Mars)는 고대 로마의 종교와 신화에서 전쟁의 신이자 농업의 수호자이며, 초기 로마의 특징적 집합체이다. 마르스는 유피테르 다음으로 중요한 신이자 로마군내 종교에서 전쟁의 신들 중에 가장 중요한 신이었다. 그에 관한 축제는 마르스의 이름에서 붙여진 3월 (마르티우스)과 농사가 끝나고 군사 작전을 실시하는 달인 10월에 주로 열렸다.
그리스 문화의 영향력 아래에서 마르스는 그리스의 신 아레스와 동일하게 여겨져, 아레스의 신화는 마르스의 이름으로 로마의 문학과 예술에서 다시 쓰였다. 하지만 마르스의 특징과 지위는 그리스 문학에서 혐오와 반감으로 흔히 다뤄지는, 그리스 대응신과는 근본적인 방식으로 달랐다. 마르스는 로마인들의 수호자이자 그리스의 대응신이 없었던 퀴리누스, 유피테르와 함께 고대의 삼신에 속했다. 마르스의 이름이 붙여진 로마시의 지역인 캄푸스 마르티우스에 있던 마르스의 제단은 평화 애호가인 반전설적인 존재의 제2대 로마의 왕 누마 폼필리우스가 헌정한 것으로 여겨진다. 마르스의 숭배 중심지가 원래는 신성한 로마시의 경계 (폼페리움) 외곽에 위치했었으나, 아우구스투스가 자신이 세운 새로운 포룸에 마르스의 신전을 세우며, 마르스를 고대 로마 종교에서 새로운 중심으로 만들어냈다.
아레스가 파괴적이고 황폐화시키는 힘으로서 주로 묘사되었던 것에 비해, 마르스는 평화를 유지하는 군사력과 로마인들의 국부 (pater)로서 상징되었다. 신화의 계보학과 로마 건국 신화에서, 마르스는 르헤아 실비아와의 관계에서 태어난 로물루스와 레무스의 아버지이었다. 베누스와 마르스의 사랑은 두 개의 다른 로마 건국 전승을 상징적으로 조화시켰다. 베누스는 로물루스가 로마 성벽을 짓기 이전에 몇 세대에 걸쳐서 로마를 “건국한” 트로이의 난민으로 유명한 아이네이아스의 어머니였다.
로마 제국에서 종교적 문화적인 정체성을 설립하는 데에서 마르스의 중요성은 그를 지방의 토착 신들과 동일시 여기는 수 많은 비문을 통해 나타나있으며, 특히 서쪽 속주에서 두드러졌다.
마르스는 유피테르의 원조적인 특성을 지니고 있는, 아리아 신화의 신 페르쿠노스에서 궁극적으로 온 것일 것이다.

## 같이 보기
- 화성
- 네르갈
- 점성술의 행성
- 튀르